# テイキン・マイ・タイム
| 専門評論家によるレビュー | 専門評論家によるレビュー |
| レビュー・スコア         | レビュー・スコア         |
| 出典                     | 評価                     |
| ------------------------ | ------------------------ |

『テイキン・マイ・タイム』（原題：Takin 'My Time）は1973年にリリースされたボニー・レイット の3枚目のアルバム。 彼女の最も強力な作品の1つと広く考えられており、批評家のロバート・クリストガウは「カリプソ・ローズとマーサ・リーブス・ヴァンデラの歌を70年代の女性の音楽に取り入れた」と称賛した。 
1982年に与えられたインタビューで、レイットは「『テイキン・マイ・タイム』は私のお気に入りのレコードの1つです、私はローウェル・ジョージによるプロデュースで始めましたが、彼と私は近づきすぎて客観性を得ることができませんでした。あなたが女性で、一緒に仕事をする人たちと関わるとき、それが問題です。 感情的になりすぎます。 実際、男性が状況を引き継ぎたいと思っているときに、強い女性が男性に自分の考えを伝えるのは難しい。 それで、そのアルバムには心痛がたくさんありました。 当時は作るのが難しいものでしたが、今では気に入っています」と語っている。  
カバー写真はロサンゼルスの ユニオン・ステーションで撮影された。

## トラックリスト
サイド1 
1. 「愛に魅せられて - You've Been Love Too Long」（アイビー・ハンター 、 クラレンス・ポール 、 ウィリアム・スティーブンソン）– 3:43
2. 「心のともしび - I Gave My Love a Candle」（ジョエル・ゾス）– 4:20
3. 「レット・ミー・イン - Let Me In」（イボンヌ・ベイカー、アルフォンソ・ハウエル、ジョージ・マイナー）– 3:38
4. 「エヴリバディズ・クライン・マーシー - Everybody's Cryin 'Mercy」（モース・アリソン）– 3:29
5. 「悲しみは果てしなく - Cry Like a Rainstorm」（エリック・カズ）– 3:55

サイド2 
1. 「ワ・シー・ゴー・ドゥ - Wha She Go Do」（カリプソ・ローズ）– 3:12
2. 「アイ・フィール・ザ・セイム - I Feel the Same」（クリス・スミザー）– 4:40
3. 「幼かった私 - I Thought I Was a Childe」（ジャクソン・ブラウン）– 3:49
4. 「手紙を下さい/ココモ・ブルース - Write Me a Few of Your Lines/Kokomo Blues」（ミシシッピ・フレッド・マクダウェル）– 3:36
5. 「罪 - Guilty」（ランディ・ニューマン）– 2:58

## パーソネル
- ボニー・レイット– アコースティックギター 、 エレキギター 、 ボーカル 、バックグラウンドボーカル、ハンドクラップ、 ボトルネックギター

- ポール・バレ – エレキギター
- ジョージ・ボハノン – トロンボーン
- サム・クレイトン – コンガ
- キャロル・ファーハット – 拍手
- グレン・フェリス – ホーン
- フリーボ  – フレットレスベース、チューバ、バックグラウンドボーカル
- ローウェル・ジョージ – スライドギター
- ジョン・ホール – エレキギター、バックグラウンドボーカル、拍手、メロトロン
- ボブ・ハーダウェイ – ホーン
- ロバート・ハーダウェイ – サックス
- ミルト・ホランド  – タブラ、タンバリン、ティンバレス、クレーブ、シェーカー
- カール・ヒューストン – 拍手
- カービー・ジョンソン – 指揮者
- ジム・ケルトナー – ドラム
- マーティ・クリスタル – サックス
- タジ・マハール – ハーモニカ、ボーカル、バックグラウンドボーカル、アコースティックベース
- アール・パーマー – ドラム
- ヴァン・ダイク・パークス – ピアノ、キーボード、ボーカル、バックグラウンドボーカル
- ビル・ペイン – オルガン、ピアノ、エレクトリックピアノ、ボーカル、バックグラウンドボーカル
- ジョエル・ペスキン – サックス
- ナット・セリグマン – 拍手
- トニー・テラン – トランペット
- オスカー・ブラシアー – トランペット
- バド・ブリスボア – トランペット
- アーニー・ワッツ – ソプラノサックス

### プロダクション
- ジョン・ホール – プロデューサー
- ジョン・ヘイニー – エンジニア
- リチャード・ヒーナン – ミキシング
- アーニー・アコスタ – マスタリング
- ダグ・サックス – マスタリング
- エド・チャーニー – リマスタースーパーバイザー
- リー・ハーシュベルク – リマスター
- ジョー・モッタ – プロジェクトコーディネーター
- H・ジョージ・ボハノン – ホーンアレンジ
- カービー・ジョンソン – ホーン・アレンジ
- トム・ガマッシュ–ア ー トディレクション、デザイン
- サンディー・クループ – アートディレクション、デザイン、写真、裏表紙
- マイケル・ドーボ – 写真、カバー写真

## チャート
アルバム - ビルボード （北米） 
| 年   | チャート       | ポジション |
| ---- | -------------- | ---------- |
| 1973 | ポップアルバム | 87         |

## 参照資料
1. 1 2  http://www.bonnieraitt.com/discography/liner-notes-takin-my-time
2. ↑  Rea, Steven X.: Backbeat : Bonnie Raitt Lightens Up., interview in High Fidelity 32, no. 6 (June 1982):72-74.
3. ↑  Bego, Mark: Bonnie Raitt: Still in the Nick of Time, 1995, Updated edition 2003, p46 (and p280)